# 皺唇南鰍
皺唇南鰍（學名：Schistura prashadi）為輻鰭魚綱鯉形目條鰍科南鰍屬的其中一種。被IUCN列為易危保育類動物，分布於亞洲印度雅魯藏布江及親敦江流域，體長可達6.5公分，棲息在河川底層水域，生活習性不明。

## 扩展阅读
維基物種上的相關：皺唇南鰍